# Camarothorax
Camarothorax is een geslacht van vliesvleugeligen uit de familie Eurytomidae. De wetenschappelijke naam van dit geslacht is voor het eerst geldig gepubliceerd in 1906 door Mayr.

## Soorten
Het geslacht Camarothorax omvat de volgende soorten:
- Camarothorax bimasculinus (Joseph, 1961)
- Camarothorax mutabilis Vincent & Compton, 1992
- Camarothorax obscurus Mayr, 1906